# Ctenopoma acutirostre
El Ctenopoma acutirostre conocido como gurami leopardo, pez leopardo de arbusto , pez hoja africano, ctenopoma manchado, ctenopoma leopardo, perca trepadora manchada, pez hoja manchado, cíclido  manchado o pez arbusto manchado, es un pez de agua dulce, miembro de la familia Anabantidae, que forma parte de un grupo conocido popularmente como pez laberinto (guramis y parientes).
Es relativamente común en la industria de los acuarios y, a menudo, se vende como un pez "bicho raro" para principiantes.

## Hábitat
El pez arbusto leopardo es endémico de la cuenca del río Congo en África Central y se ha adaptado para adaptarse a muchos biotopos diferentes dentro de este sistema, desde arroyos que fluyen rápidamente hasta estanques estancados.
El pez leopardo es de crecimiento lento y puede tardar varios años en alcanzar un tamaño adulto que, en la naturaleza, puede alcanzar fácilmente los 20 cm (8 plg). En cautiverio un pez de 15 cm (6 plg) cm se considera grande.

## En acuarios
En el acuario, el pez leopardo se ve a menudo como un bicho raro resistente que cabe en algunos tanques comunitarios, pero se debe tener cuidado ya que es algo agresivo. El pez leopardo en la naturaleza es un depredador, por lo que atrapará peces pequeños hasta el tamaño general de un guppy hembra adulto; cualquier cosa más grande que esto será ignorada en su mayor parte. Por lo general, no es una buena idea mezclar este pez con cíclidos grandes y agresivos, ya que pueden dañar al pez leopardo o superarlo en la competencia por el alimento. Los buenos compañeros de tanque para el pez leopardo incluyen especies de gourami de tamaño mediano, tiburón bala, dólar de plata, Corydoras, especies de Plecostomus, bagre Ancistrus y cualquier cosa que no entre en su boca. Disfrutan de abundante espacio y lugares para esconderse, por lo que 55 galones son aceptables si no están sobrecargados y tienen una buena filtración.

## Dieta
En la naturaleza, los peces leopardo comerán cualquier pez o insecto que encuentren lo suficientemente pequeño como para caber en sus bocas. En el acuario, sin embargo, aprenderán fácilmente a aceptar alternativas muertas, como gusanos de sangre (larvas de mosquitos quironómidos) y algunos gránulos que se hunden, sin embargo, dicho esto, pocos aprenden a aceptar alimentos en escamas y muchas personas prefieren alimentarlos con alimentos vivos para que puedan observe el inusual método de acecho del pez leopardo.